# Округ Брадли (Тенеси)
Округ Брадли (енгл. Bradley County) је округ у америчкој савезној држави Тенеси.

## Демографија
По попису из 2010. године број становника је 98.963, што је 10.998 (12,5%) становника више него 2000. године.
| Група             | 2000.          | 2010.          |
| Белци             | 80.917 (92,0%) | 87.589 (88,5%) |
| Афроамериканци    | 3.511 (4,0%)   | 4.219 (4,3%)   |
| Азијати           | 501 (0,6%)     | 837 (0,8%)     |
| Хиспаноамериканци | 1.822 (2,1%)   | 4.664 (4,7%)   |
| Укупно            | 87.965         | 98.963         |